# Кишечнодышащие

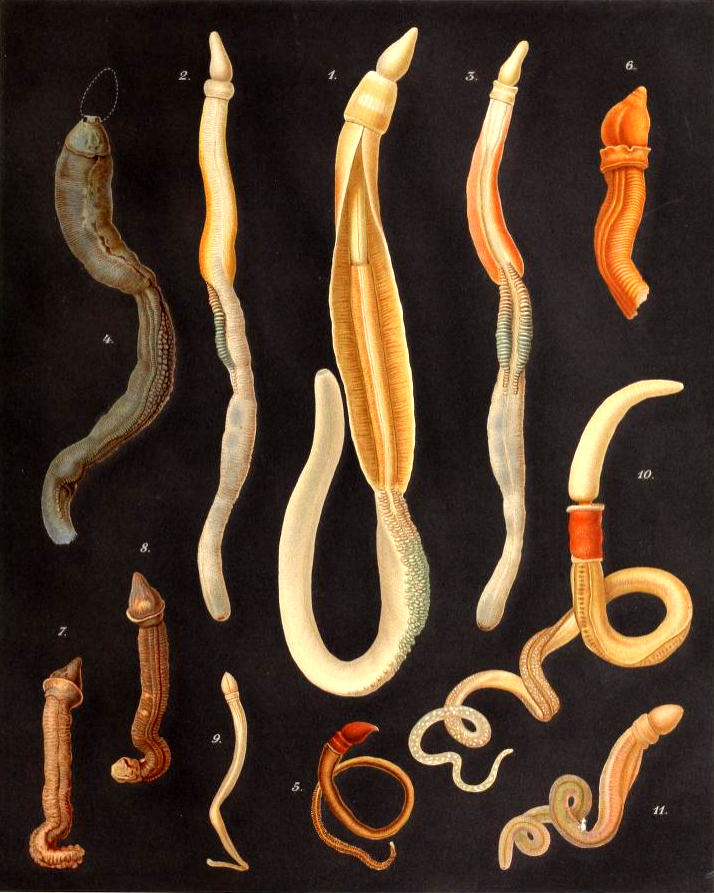

Кишечноды́шащие, или кишечножа́берные (лат. Enteropneusta от др.-греч. ἔντερον — кишка, πνεῦμα — дыхание) — класс морских животных типа полухордовых. В мире известно около 80 видов, в России — 3 вида.

## Строение
Это морские животные длиной от нескольких сантиметров до 2—2,5 м. Боковые стенки пищевода у кишечнодышащих пронизаны жаберными щелями (отсюда название), число которых достигает 200. Ротовое отверстие расположено на брюшной стороне между хоботком и воротничком. Питание пассивное: пищевые частицы, попадая в пищевод с водой, склеиваются слизью в комочки, которые затем направляются ресничками в кишечник. Кишечник заканчивается анальным отверстием на заднем конце тела. Орган выделения — особый участок в стенке хоботка.
Дышат как всей поверхностью тела, так и с помощью глотки и жабр (кишечный тип дыхания). Кровеносная система незамкнута, состоит из брюшного и спинного сосудов, соединёнными поперечными сосудами; «сердце» в виде пузырька. Нервная система состоит из спинного и брюшного стволов, соединённых одним—двумя окологлоточными нервными кольцами. На вершине хоботка располагаются светочувствительные клетки; покровы тела также содержат чувствительные клетки.

## Размножение
Раздельнополы, оплодотворение наружное; один вид способен к неполовому размножению путём поперечного деления тела. Протоки половых желёз (свыше 30 пар) открываются по бокам тела. Личинка, торнария, напоминает бипиннарию иглокожих.

## Образ жизни
Кишечнодышащие — подвижные донные животные, ведущие строго одиночный образ жизни. Встречаются преимущественно на морских мелководьях, где роются хоботком в донных отложениях. Питаются разлагающимися остатками животных и растений. В России несколько видов (в Белом, Баренцевом, Беринговом, Охотском и Японском морях).
Типичный представитель класса — баланоглосс (Balanoglossus).

## Родство с типомхордовых
Кишечнодышащие являются сильно специализированными и во многих отношениях более продвинутыми, чем остальные представители типа полухордовых. Сердце кишечнодышащих также выполняет роль примитивной почки, их внутренние жабры имеют некоторые общие признаки с жабрами примитивных рыб. Кроме того, в передней части тела имеет место опорный вырост кишечника (стомохорд), который сравним с хордой.
Всё это позволило некоторым учёным предположить происхождение хордовых от кишечнодышащих, рассматривая последних, таким образом, как тип, близкий к гипотетическому «недостающему звену» между позвоночными и беспозвоночными.
Некоторые виды во взрослом состоянии имеют хвост со слабыми признаками сегментации. Особенностью кишечнодышащих является трёхсегментный план строения тела, который в настоящее время у позвоночных не наблюдается — за исключением строения передней нервной трубки (головного нейропора), развивающейся в головной мозг, разделённый на три основные части. С точки зрения сторонников происхождения хордовых от кишечножаберных, в строении хордовых таким образом проявляются признаки строения их ранних предков, хотя и не очевидным внешне образом.
Однако кишечнодышащие резко отличаются от хордовых обратным направлением тока крови, расположением сердца, строением нервной системы и другими важными особенностями организации, так что эта гипотеза встречает серьёзные возражения.